# Afrikáner nacionalizmus
Az afrikáner nacionalizmus (afrikaans: afrikanernationalisme) egy politikai ideológia, amely a 19. század végén született a dél-afrikai afrikánerek körében. Óriási hatással volt rá a közöttük egyre erősödő britellenesség, amely különösen a második búr háború elvesztése után kapott lángra.
T. Dunbar Moodie történész szerint az afrikáner nacionalizmust úgy lehetne leírni, mint egy polgári vallást, amely az afrikáner nép történelméből, az afrikaans nyelv védelméből, a dekolonizációból, a republikanizmusból és a kálvinizmusból merített. Az ideológia fő támogatója a Broederbond társaság és a Nemzeti Párt volt, amely 1948 és 1994 irányította az országot. További afrikáner nacionalista szervezetek közé tartozott az Afrikaans Kulturális Szervezetek Szövetsége (Afrikaans: Federasie van Afrikaanse Kultuurvereniginge, FAK ), a Keresztény Nemzetnevelési Intézet és a Fehér Munkásvédő Egyesület.

## Az ideológia megformálása
Az afrikáner nacionalizmus egyik első alapítója a holland református egyház felszentelt lelkésze, Stephen Du Toit (1847–1911) volt, aki az Afrikaner Bond egyik alapító tagja lett 1881-ben, valamint a Die Afrikaanse Patriot  (alapítva 1876-ban) c. újság kiadó-szerkesztője. Írásaiban Du Toit azt az elképzelést fogalmazta meg, hogy az afrikánerek külön nemzetiség, saját hazájuk (Dél-Afrika) és saját nyelvük (afrikaans) van, és hogy a nép rendeltetése az, hogy megszerezze Dél-Afrika felett az uralmat.

### A vallás szerepe
A vallás, különösen az afrikáner kálvinizmus meghatározó szerepet játszott az afrikáner nacionalizmus kialakulásában. A dél-afrikai holland református egyházak a 18. század során állandó harcot vívtak a modernizmus és a modernitás ellen. Abraham Kuyper (1837–1920) konzervatív nézeteket valló lelkész hangsúlyozta Isten tekintélyét a teremtés különböző szférái felett. Az ilyen szférákat (például: történelmi nemzeteket) meg kellett őrizni és meg kellett védeni a liberalizmustól és a forradalmi ideológiáktól. Kuyper az emberi racionalitásra és egyéniségre helyezett felvilágosodást is elutasította, és úgy gondolta, hogy ez vezetett a francia forradalom eszméihez. Véleménye szerint mindezek az elképzelések megkérdőjelezték Isten tekintélyét. Az afrikáner teológusok ebből az alapból dolgoztak, és számos politikai, gazdasági és kulturális szférát határoztak meg, amelyeknek külön, független sorsa volt. Az afrikáner történelmet a keresztény-nacionalista ideológia is újraértelmezte. Paul Kruger, Transvaal elnöke, a Gereformeerde Kerke van Zuid-Afrika, a „Dopper-templom” alapító tagja, a „szent történelemre” hivatkozott, ahol a búrok egy kiválasztott nép volt, mely a nagy Vándorlás (Groot Trek) során jutott el Fokföldről az „ígéret földjére”.

### Szekuláris nacionalizmus
Az 1930-as és 1940-es években sok értelmiségi vett részt az afrikáner nacionalizmus elméleti megfogalmazásában. Nicolaas Johannes Diederichs, aki később (1975–1978) Dél-Afrika államelnöke lett, 1936-ban a Nacionalizmus mint világnézet és kapcsolata az internacionalizmussal című könyvében a kuyperi teológián keresztül fogalmazta meg az afrikáner nacionalista ideológiát. Diederichs szerint Isten nemzeteket teremtett, és ezeknek a nemzeteknek Istentől rendelt joguk volt különálló entitásként létezni. Ezért az afrikánerek visszautasíthatják a „britek által tervezett” Dél-Afrikát, amelyben kisebbségként együtt kell élniük más etnikai csoportokkal. Geoffrey Cronjé továbbfejlesztette ezeket az elképzeléseket, és azzal érvelt, hogy mindaddig, amíg az afrikánerek kisebbségként lesznek jelen egy fajilag és kulturálisan eltérő környezetben, nem engedhetik meg, hogy a néger többség gazdaságilag vagy politikailag fejlődjön, mivel ez feketék uralmához vezetne. Ezt igazságtalannak és kereszténytelennek ismerte el, és a négerek és a fehérek közötti teljes szegregációt, vagyis apartheidet kínált megoldásnak.
Az afrikáner nacionalista értelmiség a Nemzeti Párttal és a Broederbonddal együtt végül egy radikális nacionalista politikát alakított ki, amely elutasította a brit hegemóniát a gazdaságban és a politikában, valamint az etnikai mengelmoes-okat (keverteket), amelyet a fekete migráns munkások országon belüli szállítása okozott. Megoldásként a dél-afrikai demográfiai térkép drasztikus átrendezését javasolták egy domináns afrikáner köztársasággal, amelyet nem befolyásol a brit imperializmus. A városi középosztály ellenállása miatt azonban nem javasolták a visszatérést a konzervatív, premodern búr pásztoréletmódhoz.

## Fordítás
Ez a szócikk részben vagy egészben  az   Afrikaner nationalism című angol Wikipédia-szócikk fordításán alapul.  Az eredeti cikk szerkesztőit annak laptörténete sorolja fel. Ez a jelzés csupán a megfogalmazás eredetét és a szerzői jogokat jelzi, nem szolgál a cikkben szereplő információk forrásmegjelöléseként.